# Barrio de Analco (Nuevo México)
El Barrio de Analco es un distrito histórico nacional centrado en el cruce de la calle East De Vargas y el Camino de Santa Fe en la ciudad de Santa Fe, Nuevo México. Los siete edificios del distrito representan uno de los grupos más antiguos de lo que eran básicamente residencias de clase trabajadora o clase baja en el Virreinato de Nueva España, y se encuentran en una sección transversal de estilos arquitectónicos anteriores a la estadidad.
Incluye dos de los edificios más antiguos de la época colonial en el suroeste, la iglesia de la Misión de San Miguel (1710) y la "casa más antigua", construida en 1620 y que ahora es un museo. El distrito fue declarado Monumento Histórico Nacional en 1968.

## Descripción e historia
El Barrio de Analco está ubicado en el lado sur del río Santa Fe, al otro lado del río desde el área principal del centro que incluye la Plaza Santa Fe y el Palacio de los Gobernadores. El distrito está anclado en el cruce de Old Santa Fe Trail y East De Vargas Street, y se extiende un camino corto (cuadras parciales) hacia el sur, este y oeste.
La iglesia de la Misión de San Miguel, en un sitio ocupado por una iglesia desde la década de 1610, está en la esquina sureste, y la "casa más antigua" de 1620, una construcción de adobe de dos pisos, está en la esquina noreste. Al sur de la misión se encuentra el Edificio Lamy, también conocido como el dormitorio de St. Michael, un edificio escolar de 1878 que ejemplifica el estilo territorial que era común en la era anterior a la estadidad.
Al oeste del cruce principal, separado de él por el Teatro Santa Fe, se encuentran la Casa Gregorio Crespin y la Casa Roque Tudesqui, ambas construidas al estilo Pueblo Español. La Casa Crespin fue construida a mediados del siglo XVIII; Se desconoce la fecha de construcción de la Casa Tudesqui, pero probablemente del siglo XVIII. Separada del resto del distrito cerca del cruce de East De Vargas y Paseo de Peralta se encuentran la Casa Boyle, también un edificio Pueblo Español de mediados del siglo XVIII, y la Casa Bandelier, una casa de estilo Territorial de 1867 que es además notable como hogar. del arqueólogo Adolph Bandelier.
El nombre Analko proviene del idioma náhuatl que hablaban los tlaxcaltecas que acompañaron a los españoles. Viene de A- (agua), nal- (al otro lado de) y -ko (locativo), por lo que quiere decir "al otro lado del agua" (en este caso un arroyo, el río Santa Fe). El barrio se estableció poco después de la fundación de Santa Fe en 1609-10, como un distrito para artistas, trabajadores y sirvientes, mientras que el área al norte del río fue ocupada por los ricos y poderosos. Los edificios en este distrito, construidos en gran parte para servir a ese tipo de comunidad a lo largo de varios siglos, documentan los cambios en la arquitectura de una construcción de adobe nativa casi pura (la "casa más antigua"), al estilo pueblo español y luego al territorial.